# Prodidomus bryantae
Espèce
Prodidomus bryantae est une espèce d'araignées aranéomorphes de la famille des Prodidomidae.

## Distribution
Cette espèce est endémique de la province d'Artemisa à Cuba,. Elle se rencontre vers San Antonio de los Baños.

## Description
La femelle holotype mesure 3,22 mm.

## Systématique et taxinomie
Cette espèce a été décrite par Alayón en 1995.

## Étymologie
Cette espèce est nommée en l'honneur d'Elizabeth Bangs Bryant.

## Publication originale
- Alayón, 1995 : « Adiciones a la familia Prodidomidae (Arachnida: Araneae) en Cuba. » Poeyana, no 451, p. 1-7.